# Lavena Ponte Tresa
Lavena Ponte Tresa település Olaszországban, Varese megyében. Lakosainak száma 5603 fő (2023. január 1.). Lavena Ponte Tresa Brusimpiano, Cadegliano-Viconago, Marzio, Caslano, Croglio és Ponte Tresa községekkel határos.

## Népesség
A település népességének változása:

## Közlekedés
1915 és 1953 között a településnek vasútállomása volt.